# شو یینشنگ

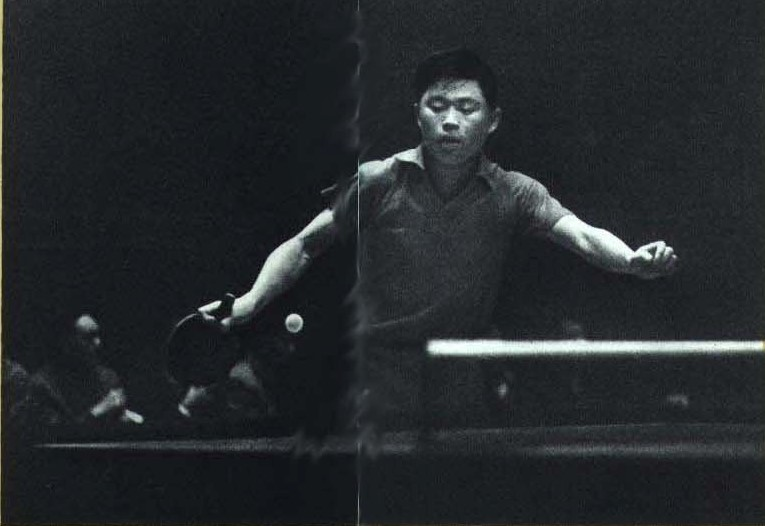
شو یینشنگ در سال ۱۹۶۵

شو یینشنگ (انگلیسی: Xu Yinsheng؛ زادهٔ ۱۲ مه ۱۹۳۸) یک بازیکن تنیس روی میز اهل جمهوری خلق چین است. 
وی در مسابقات کشوری و بین‌المللی در مجموع برنده ۴ مدال طلا، ۱ مدال نقره، ۲ مدال برنز شده‌است.